# Ronnie Gilbert
Pour les articles homonymes, voir Gilbert.
Ruth Alice « Ronnie » Gilbert, née à Brooklyn (New York) le 7 septembre 1926 et morte à Mill Valley (Californie) le 6 juin 2015, est une chanteuse de folk, compositrice et actrice américaine, également militante politique.
Elle est l'un des membres originaux du quatuor de musique The Weavers, avec Pete Seeger, Lee Hays et Fred Hellerman. Sa voix est d'un contralto gras cristallin.

## Filmographie partielle

### Au cinéma
- 1946 : Danger Woman : la reporter
- 1968 : Windflowers : la mère
- 1968 : Isadora : Miss Chase
- 1986 : Club Life : Mace
- 1988 : Izzy et Sam (Crossing Delancey) : Mugger #2
- 1988 : Running on Empty : Mrs. Taylor